# سیارک ۳۱۹۲
سیارک ۳۱۹۲ (به انگلیسی: 3192 A'Hearn، نامگذاری:1982BY1) سه هزار و صد و نود و دومین سیارک کشف شده‌است که در ۳۰ ژانویه ۱۹۸۲ کشف شد.
قدر مطلق سیارک برابر ۱۳٫۷۰ است.